# Калокагатия

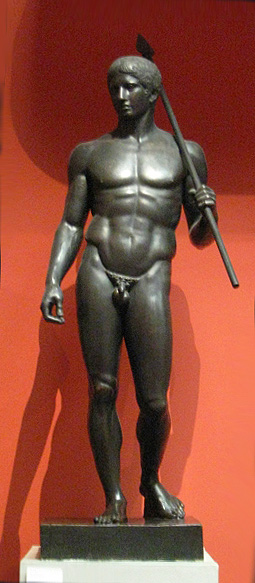
«Дорифор» Поликлета — воплощение классического канона мужской красоты и пропорциональности

Калокагати́я (калокага́тия, др.-греч. καλοκαγαθία, от καλὸς καὶ ἀγαθός — «прекрасный и хороший», «красивый и добрый») — гармоничное сочетание физических (внешних) и нравственных (душевных, внутренних) достоинств, совершенство человеческой личности как идеал воспитания человека.
Калокагатия — одновременно социально-политический, педагогический, этический и эстетический идеал. Человек-носитель калокагатии — идеальный гражданин полиса, стремящийся к осуществлению коллективных целей гражданского общества и способный их осуществить. Идеал калокагатии повлиял на идеал гармонически развитой личности, существующий в культуре Нового времени.
Термин, использующийся в античной этике, составленный из двух прилагательных: καλός («прекрасный») и ἀγαθός («добрый»), что в приблизительном переводе будет «нравственная красота». Большое значение термин имел в классический период философии Древней Греции, однако можно проследить его более раннюю историю. Наиболее тесно калокагатия связана с греческой системой образования «Пайдейя». Первое упоминание калокагатии относится к сохранившимся материалам о Семи мудрецах. Наставление Солона рекомендует хранить калокагатию «нрава вернее клятвы».
А. Ф. Лосев разъяснял термин «калокагатия» следующим образом:

Это составное этически-эстетическое понятие — своего рода кентавр. И так же как представление о коне-человеке могло существовать во времена мифологической древности, точно так же и понятие «прекрасно-доброго» могло иметь значение только для эпохи, в которой этическое и эстетическое сознание было, по сути дела, синкретичным, единым.

## Калокагатия в классический период

### Сократ
В «Апологии Сократа» термин калокагатия можно наблюдать в знаменитой формуле сократовского незнания. В пер. Вл. С. Соловьева «оба ничего в совершенстве не знаем» (букв. «не знаем ничего прекрасного» — καλὸν ἀγαθόν). Таким образом подчёркивается этический характер содержания термина. Также в диалоге «Пир» Алкивиад говорит, что речи Сократа касаются множества вопросов для тех, «кто хочет достичь калокагатии». Упоминания Сократа можно также наблюдать у Ксенофонта в «Меморабилиях». В своей речи Сократ отождествляет понятия «прекрасное», «хорошее» и «полезное». Соответственно благом и красотой нетелесной души, если она существует правильно, оказывается добродетель. В другой беседе Сократ противопоставляет понятию «калокагатия» понятие «постыдного», таким образом сближая калокагатию с «нравственным сознанием».

### Платон
В философии Платона термин калокагатия был важным, однако не центральным, потому что идеалистическая система мировоззрения мыслителя не исчерпывается ни этикой, ни эстетикой. Термин встречается у Платона в значении внешней красоты, как, например, в диалоге «Парменид», однако это происходит крайне редко. В основном калокагатия представлена у Платона как синоним понятия «добродетель». В диалоге «Горгий» можно прочесть, что «человек достойный» противопоставлен дурному, то есть несправедливому, распущенному и безрассудному, а также в «Софисте», что «тем-то и скверно невежество, что человек и не калокагатийный, и не умный вполне доволен собой». Как видно, калокагатия для Платона — более этическое понятие, чем эстетическое. Исключением из этого правила является пассаж из диалога «Тимей», где καλός обозначает красоту тела, a ἀγαθός — души. Таким образом Платон говорит о гармоничном развитии человека и непосредственной связи между телом и душой.

### Аристотель
Аристотель, как мыслитель завершивший классическую эпоху, продолжил разрабатывать термин калокагатии. Примечательно, что делал он это не в «Никомаховой этике», а в «Евдемовой» и также в «Большой этике». Аристотель считал, что калокагатия — это совершенная добродетель в широком смысле слова. Он отождествляет нравственную красоту с калокагатией и придаёт последней этический оттенок. В «Большой этике» можно прочесть, что «О нравственной красоте говорят по поводу добродетели: нравственно прекрасным зовут справедливого, мужественного, благоразумного и вообще обладающего всеми добродетелями» (II 9, 1207b23-26). Калокагатия в «Евдемовой этике» представлена как качество, которым наделён человек. Такой калокагатийный человек обладает всеми прекрасными благами как таковыми и практически действует ради прекрасного как такового. Другими словами, проявляет калокагатию тот, кто стремится жить наиболее добродетельно, а не ради внешнего блага (здесь Аристотель приводит в пример жителей Спарты). В целом можно сказать, что Аристотель определяет калокагатию как полноту всех добродетелей и выводит отсюда свою формулу счастья — «полнота жизни в полноте добродетели». Для совершенного в моральном отношении человека внешние блага, такие как почёт, богатство и слава, не несут никакой опасности в смысле повреждения нравственности. Более того, подчёркивает Аристотель, без внешних благ невозможно достичь полноты добродетелей. Но все эти замечания Аристотель относит только к мыслителям, ведь, как он считает, только они способны обратиться к калокагатии, поскольку привыкли «повиноваться не страху, как все, а стыду».